# Elmer (Film)
Elmer ist eine US-amerikanische Horrorkomödie aus dem Jahre 1988 von Frank Henenlotter, der auch das Drehbuch schrieb.

## Handlung
Brian  beginnt eine unfreiwillige Beziehung zu einem bösartigen und listigen etwa 30 Zentimeter langem Wurm. Dieser Wurm, Elmer, hat ein fratzenhaftes Gesicht und ernährt sich von menschlichen Gehirnen. Elmer scheidet ein Sekret in Brians Gehirn aus, das Halluzinationen verursacht und ihn abhängig macht. Um Elmer am Leben zu erhalten und weiter mit dem Sekret versorgt zu werden, ist Brian auf der Suche nach Opfern. Die Drogensucht führt zu Spannungen mit seiner Freundin Barbara und seinem Bruder.  Nach entsetzlichen Morden durch Elmer tötet eines der Opfer Elmer schließlich. Die Drogen haben Brians Gehirn zerstört und der Film endet damit, dass ein übernatürliches Licht aus Brians offenem Schädel nach außen strahlt.

## Produktionsnotizen
Der Film wurde von der MPAA stark zusammengeschnitten, um noch ein R-rating zu erreichen.
Kevin Van Hentenryck hat einen Cameo-Auftritt. Er war Hauptdarsteller als Duane Bradley in Henenlotters Film Basket Case – Der unheimliche Zwilling.
Die Indizierung des Films wurde im Januar 2015 wieder aufgehoben. Nach einer Neuprüfung durch die FSK wurde die ungekürzte Fassung im Oktober 2018 ab 16 Jahren freigegeben.

## Kritik
Auf Rotten Tomatoes hat Elmer ein positives Rating von 64 %. Der Film genießt wegen seiner Absurdheit mitunter Kultstatus.